# سیارک ۱۵۷۴۰
سیارک ۱۵۷۴۰ (به انگلیسی: 15740 Hyakumangoku، نامگذاری:1991EG1) پانزده هزار و هفتصد و چهلمین سیارک کشف شده‌است که در ۱۵ مارس ۱۹۹۱ کشف شد.
قدر مطلق سیارک برابر ۲۹.۵ است.